# Puig de l'Artiga del Rei
El Puig de l'Artiga del Rei, o Puig del Rei, és una muntanya de 1.640 metres que es troba a cavall dels termes municipal de Molló, a la comarca del Ripollès i comunal de Prats de Molló i la Presta, a la del Vallespir (Catalunya del Nord).
És en el sector sud-occidental del terme de Prats de Molló i la Presta i al nord-oriental del de Molló, a llevant del Coll de Maçanells i a ponent del Coll Pregon i al nord-oest del poble d'Espinavell.
El Puig de l'Artiga del Rei és un destí freqüent de les rutes de senderisme del Massís del Canigó.